# Екомузей
„Екомузей с аквариум“ е природонаучният музей в Русе, открит на 28 септември 2014 г. Намира се на площад „Aлександър Батенберг“ и е единствен по рода си в България поради аквариума с дунавски риби на подземния етаж и предметите на последния етаж. Разположен е в сграда, построена в началото на XX век.

## Фондове и експозиция
Сред най-големите атракции на музея са:
- Сладководен аквариум в България с дунавски риби, 15-метров макет на пещера Орлова чука и Ивановски скален манастир.[1]
- Сбирка от кости на праисторически бозайници, сред които е запазена долна челюст на Мамутус Романос, както и челюст на пещерна мечка и други кости.
- Вкаменелости на различни мекотели – наутилуси и др.
- Препарирани животни от българската фауна.

Последният етаж е пълен с различни стари предмети – макет на първата железопътна линия в България Русе-Варна, първата карта на България и други.